# Boninthemis insularis
Boninthemis insularis is een libellensoort uit de familie van de korenbouten (Libellulidae), onderorde echte libellen (Anisoptera).
De soort staat op de Rode Lijst van de IUCN als kritiek, beoordelingsjaar 1996.
De wetenschappelijke naam Boninthemis insularis is voor het eerst geldig gepubliceerd in 1913 door Matsumura.